# 古今図書集成

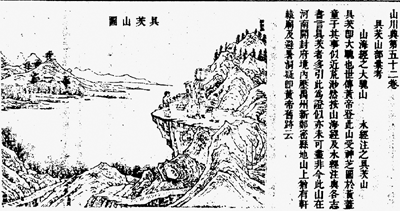
古今図書集成

『古今図書集成』（ここんとしょしゅうせい、満州語：ᠵᡠᠯᡤᡝ
ᡨᡝ ᡳ
ᠨᡳᡵᡠᡤᠠᠨ
ᠪᡳᠳᡥᡝ ᠪᡝ
ᡳᠰᠠᠮᠵᠠᡥᠠ ᡳ
ᡧᠠᠩᡤᠠᠨ
ᠪᡳᠳᡥᡝ、転写：julge te-i nirugan bithe be isamjaha-i šanggan bithe）は、18世紀、中国・清代の百科事典（類書）。現存する類書としては中国史上最大で、巻数10,000巻。正式名称は『欽定古今図書集成』。

## 構成
本書は広く古来の典籍から同類の関係する記事を抽出して集めたものである。本書では出典が明記されているので、ある事項に関して関係資料の所在を調査する際には便利である。
その構成は次のような形式となっている。
1. 6彙編に大分類する。
2. それぞれの彙編を、32典に分ける。
3. それぞれの典を、6,109部に分ける。
4. それぞれの部は、彙考・総論・図表・列伝・芸文・選句・紀事・雑録・外編に区分している。

6彙編・32典は以下のとおり。
- 暦象彙編
  - 乾象典、歳功典、暦法典、庶徴典
- 方輿彙編
  - 坤輿典、職方典、山川典、辺裔典
- 明倫彙編
  - 皇極典、宮闈典、官常典、家範典、交誼典、氏族典、人事典、閨媛典
- 博物彙編
  - 芸術典、神異典、禽虫典、草木典
- 理学彙編
  - 経籍典、学行典、文学典、字学典
- 経済彙編
  - 選挙典、詮衡典、食貨典、礼儀典、楽律典、戎政典、祥刑典、考工典

## 沿革
本書は、清の康熙帝が陳夢雷（1651年 - 1741年）らに命じて編纂を開始した。その後さらに雍正帝の命により、明の『永楽大典』に倣って蒋廷錫（1669年 - 1723年）等が増補し、1725年（雍正3年）12月に完成した。

### 版本
版本としては、1728年（雍正6年）版（銅活字本）の原刊本があり、その影印版が上海同文書局から刊行されている。原刊本・影印版とも、いずれも流通する刊本は少ない。
この他、上海図書集成局の1884年（光緒10年）版（活字本）がある。こちらの方は縮刷本もあり、台湾版の影印本もあって、広く流通している。
また、「考証」24巻・「目録」40巻・「分類目録」（文部省編）などの参考図書類があり、本書の利用に際しては活用すべきものである。
日本には、完成後間もなく江戸幕府の第8代将軍徳川吉宗によって取り寄せられた初刷り本が渡来した。この初刷り本は、幕府の蔵書文庫である紅葉山文庫の一部となり、明治維新後には政府の蔵書となった。その後、明治天皇の勅旨を以って東京帝国大学に下賜された。しかし、関東大震災の際に図書館が類焼し、本書の初刷り本も焼失した。